# Must Be Love
"Must Be Love" är en R&B-ballad framförd av den amerikanska sångerskan Cassie, komponerad av Mario Winans för Cassies andra studioalbum som vid tidpunkten planerades att ges ut under titeln Electro Love. Diddy medverkar som gästartist.
I balladen rappar Diddy de första och sista delarna av låten medan Cassie sjunger refrängen och de övriga verserna. Låten handlar om hur framföraren finner sig själv i en oväntad kärlek. Låten gavs ut som en promosingel för sångerskans album den 14 april 2009. Låten fick blandad kritik av musikrecensenter. Majoriteten upplevde att låten gav prov på sångerskans utveckling sångmässigt samtidigt som den visade mer personlighet än tidigare. Utan någon marknadsföring lyckades "Must Be Love" ändå ta sig till en 42:a plats på USA:s R&B-lista Hot R&B/Hip-Hop Songs. I en intervju år 2010 meddelade Cassie att låten inte längre skulle inkluderas på hennes skiva, som på grund av otaliga förseningar ännu inte getts ut.
En musikvideo för singeln regisserades av Bernard Gourley och hade premiär den 16 juni 2009.

## Format och innehållsförteckning
| - Amerikansk digital singel 1. "Must Be Love" (feat. Diddy) - 4:35 | - Amerikansk promosingel 1. "Must Be Love" (Radio edit) [feat. Diddy] - 3:24 2. "Must Be Love" (Album Version) [feat. Diddy] - 4:35 |

## Listor
| Listor (2009)                               | Topp position |
| ------------------------------------------- | ------------- |
| Amerikanska Billboard Hot R&B/Hip-Hop Songs | 42            |